# Petatal
Petatal is een bestuurslaag in het regentschap Batu Bara van de provincie Noord-Sumatra, Indonesië. Petatal telt 5918 inwoners (volkstelling 2010).